# FV Donaueschingen
Der Fußballverein Donaueschingen e. V. (kurz FV Donaueschingen) war ein Fußballverein aus dem südbadischen Donaueschingen.

## Geschichte
Der Verein wurde 1920 als FC Donaueschingen gegründet und trat nach dem Zweiten Weltkrieg zunächst als Spvgg Donaueschingen, später als SV Donaueschingen an. Durch die Fusion des SV Donaueschingen mit den Sportfreunden Rot-Weiß Donaueschingen entstand 1972 der heutige FV Donaueschingen. Der größte Erfolg gelang dem Verein 1994, als man Meister der Verbandsliga Südbaden wurde und in die Oberliga Baden-Württemberg aufstieg. Bereits im Folgejahr musste der FV Donaueschingen als Tabellenletzter mit lediglich 18:46 Punkten und 30:61 Toren direkt wieder absteigen.
Als Verbandsligist gewann der Verein 1996 den Südbadischen Pokal und qualifizierte sich dadurch für die Teilnahme am DFB-Pokal 1996/97. In der 1. Hauptrunde unterlag man dem 1. FC Köln mit 1:3. Am Ende der Saison 2006/2007 stieg der FVD aus der Verbandsliga Südbaden in die Landesliga Südbaden, Staffel 3 ab. In der Saison 2009/10 der Landesliga Südbaden Staffel 3 wurde der FV Donaueschingen souverän Meister und stieg somit wieder in die Verbandsliga Südbaden auf.
Der FV Donaueschingen zog am 29. Juli 2012 seine Mannschaft mit sofortiger Wirkung vom Spielbetrieb der Verbandsliga Südbaden zurück. Somit stand der FV Donaueschingen, ohne ein Pflichtspiel, als erster Absteiger der Verbandsliga Südbaden in der Saison 2012/13 fest. Die Mannschaft suchte somit nach einem Jahr „Zwangspause“ in der Landesliga Südbaden den Neuanfang. Nach Platz 10 in der Spielzeit 2013/14 landete sie abgeschlagen auf dem letzten Platz in der Spielzeit 2014/15. Dies hatte den Abstieg in die Bezirksliga Schwarzwald zur Folge. Im ersten Rückenrundenspiel der Spielzeit 2015/16 konnte trotz eines Kaders von 25 Spielern nur schwerlich eine Mannschaft aufgestellt werden. Der Verein zog danach die in der Bezirksliga auf dem letzten Platz liegende Mannschaft vom Spielbetrieb zurück. In der Spielzeit 2017/18 nahm der Verein nur noch mit einigen Spielern in Junioren-Spielgemeinschaften am Spielbetrieb teil. Im Herrenspielbetrieb wird Donaueschingen von den Lokalrivalen DJK (Verbandsliga) und SSC (Kreisliga A) vertreten.
Im Mai 2018 wurde der Verein auf Grund von finanziellen Rückständen gegenüber dem Südbadischen Fußballverband vorläufig aus dem Verband ausgeschlossen. Auf rechtliche Schritte verzichtete der SBFV. Nachdem gegen den Verein vor dem Amtsgericht Donaueschingen ein Insolvenzverfahren eröffnet wurde, wurde der Verein 2018 aufgelöst.

## Erfolge
- Meister der Verbandsliga Südbaden 1994
- Meister der Landesliga 1984, 1988, 2006, 2010
- Südbadischer Pokalsieger 1996
- Südbadischer A-Jugendmeister 1988
- Südbadischer A-Jugend Pokalsieger 1988

## Bekannte ehemalige Spieler
- Martin Braun, ehemaliger Bundesligaspieler beim SC Freiburg und 1. FC Köln.
- Ali Güneş, türkischer Nationalspieler und Bundesligaprofi beim SC Freiburg.
- Matthias Mink, ehemaliger Zweitligaspieler bei Fortuna Köln.
- Markus Schuler, Bundesligaspieler bei Hannover 96 und Arminia Bielefeld.
- Souleymane Sané, senegalesischer Nationalspieler und Bundesligaprofi bei Wattenscheid 09 und 1. FC Nürnberg.

## Spielstätte
Der FV Donaueschingen trug seine Heimspiele im 5.000 Zuschauer fassenden Anton-Mall-Stadion aus.